# Persholmarna
Persholmarna är öar i Finland. De ligger i Finska viken och i kommunen Ingå i den ekonomiska regionen  Raseborg i landskapet Nyland, i den södra delen av landet. Öarna ligger omkring 65 kilometer väster om Helsingfors.
Arean för den av öarna koordinaterna pekar på är 24,5 hektar och dess största längd är 0,9 kilometer i nord-sydlig riktning.